# منتخب إنجلترا لكرة الصالات
منتخب إنجلترا الوطني لكرة قدم الصالات (بالإنجليزية: England national futsal team)‏ هو ممثل المملكة المتحدة الرسمي في المنافسات الدولية في كرة الصالات .